# Epsach
Epsach es una comuna suiza del cantón de Berna, situada en el distrito administrativo del Seeland. Limita al norte con las comunas de Mörigen y Hermrigen, al este con Bühl bei Aarberg, al sur con Walperswil, y al oeste con Täuffelen.
Hasta el 31 de diciembre de 2009 situada en el distrito de Nidau.

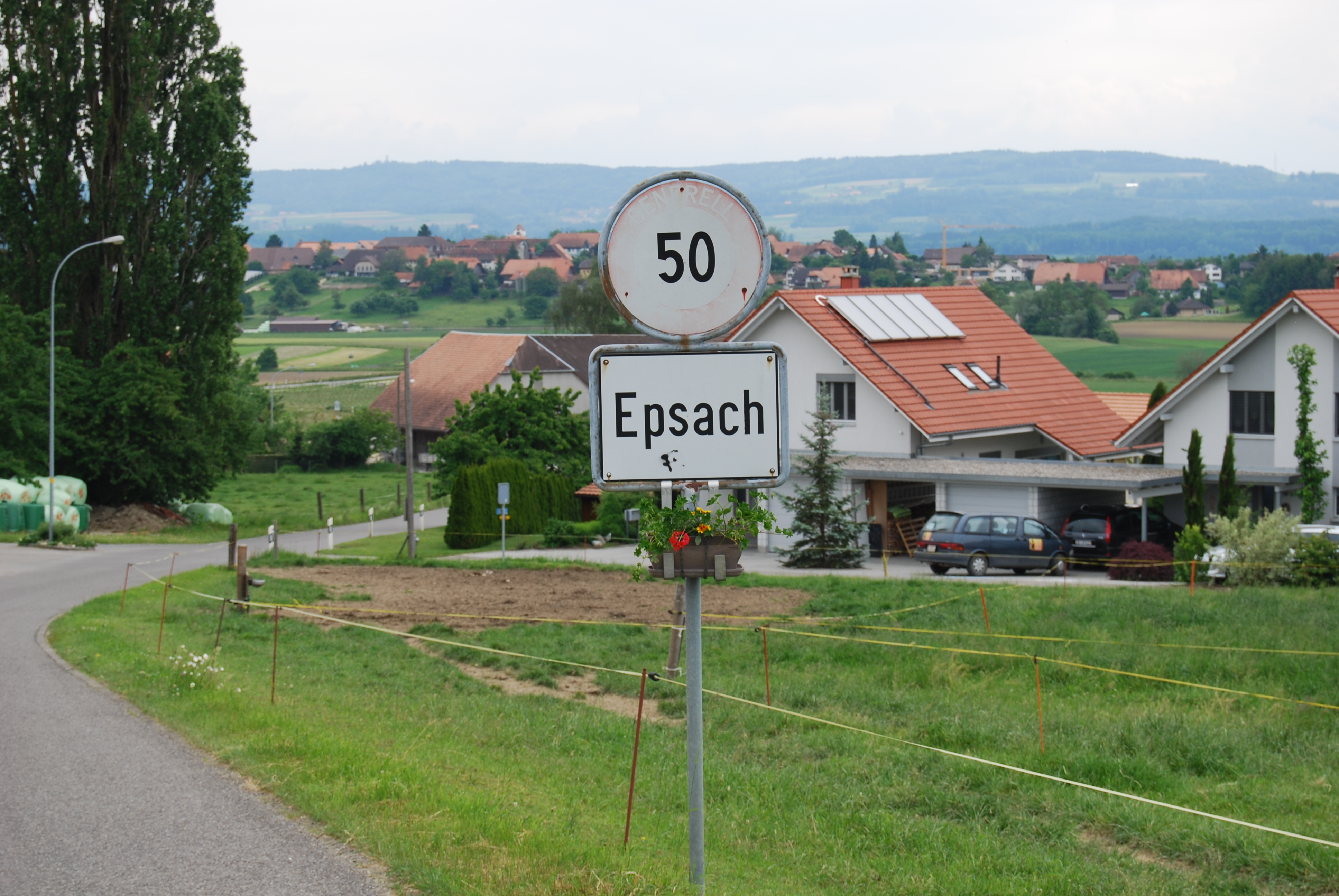
Epsach